# Emily Tremaine
Emily Tremaine (* 5. Juni 1989) ist eine US-amerikanische Filmschauspielerin.

## Leben
Emily Tremaine wurde am Sarah Lawrence College im Bundesstaat New York zur Schauspielerin ausgebildet. Seit 2010 ist sie regelmäßig in Film und Fernsehen zu sehen, ihr Schaffen ummasst mehr als 30 Produktionen. 2016 spielte sie als „Natalie Atwood“ in der Mystery-Serie Guilt sowie als Rezeptionistin „Heather“ in Vinyl.

## Filmografie (Auswahl)
- 2012: Firelight
- 2013: The Wolf of Wall Street
- 2013: The Big C (Fernsehserie, 2 Folgen)
- 2013–2014: The Blacklist (Fernsehserie, 3 Folgen)
- 2015: Self/less
- 2015: Experimenter
- 2016: Vinyl (Fernsehserie, 10 Folgen)
- 2016: Guilt (Fernsehserie, 10 Folgen)
- 2020: Lip Service (Kurzfilm)
- 2021: Der Vogel (The Starling)
- 2021: The Birthday Cake
- 2023: Mob Land
- 2024: Fluxx
- 2024: Hellbent on Boogie